# Спонтанно
„Спонтанно“ (на английски: Spontaneous) е американска романтична черна комедия на ужасите от 2020 г., написан и режисиран от Брайън Дъфийлд (в неговия режисьорски дебют), базиран на едноименния роман, написан от Арън Стармър. Във филма участват Катрин Лангфорд, Чарли Плъмър, Хейли Лоу, Пайпър Перабо, Роб Хюбел и Ивон Орджи. Пуснат е в органичено издание на 2 октомври 2020 г., в който е последван от видео по поръчка на 6 октомври 2020 г. в Парамаунт Пикчърс.